# Nigorella aethiopica
Espèce
Nigorella aethiopica est une espèce d'araignées aranéomorphes de la famille des Salticidae.

## Distribution
Cette espèce est endémique d'Éthiopie.

## Étymologie
Son nom d'espèce lui a été donné en référence au lieu de sa découverte, l'Éthiopie.

## Publication originale
- Wesołowska & Tomasiewicz, 2008 : New species and records of Ethiopian jumping spiders (Araneae, Salticidae). Journal of Afrotropical Zoology, vol. 4, p. 3-59.